# Jalès
Le Jalès (en gascon Jalés) ou Jalez désignait au Moyen Âge une petite région naturelle de France située au sud du Médoc dans le département de la Gironde, en région Nouvelle-Aquitaine. Il s'étendait notamment des actuelles communes de Saint-Médard-en-Jalles et de Saint-Aubin-de-Médoc.
Ce nom géographique est dérivé de jale, nom donné aux cours d'eau en Médoc, et en particulier à la Jalle de Saint-Médard. On retrouve sa trace dans les toponymes Gélès et dans le nom de la commune de Saint-Médard-en-Jalles.

## Seigneurie de Jalès
La seigneurie de Jalès et sa maison noble, la tor de Jalès sise à Hastignan, s'étend du bourg de Saint-Médard à Picot. La documentation historique mentionne :
- en 1356, Pierre de Jalès, chevalier ;
- en 1360, Ramond de Jalès, damoiseau ;
- en 1378, Arnaud de Jalès, chevalier ;
- en 1415, Bernard de Jalès, chevalier.

Un document de 1444 indique que, quelques années auparavant, Jean de Jalès avait fait héritier de sa maison de Jalès et de toutes ses dépendances, Gaston de Foix Grailly, captal de Buch. Un texte de 1450 indique que « Noble home en Jehan de Grayly, Donzel est seigneur de l'ostau de Jales. ». Il la possède « en franc alleu ». 
La maison de Grailly conservera cette seigneurie jusqu'à la révolution française, mais dans un relatif dénuement. À cette époque, la seigneurie côtoyait la baronnie de Saint-Médard, créée en 1601 au sud de l'actuelle commune.